# Der Beobachter an der Weichsel
Der Beobachter an der Weichsel (polnisch Dostrzegacz Nadwiślański)  war eine jüdische Wochenzeitung in Warschau von 1823 bis 1824. Sie erschien in polnischer und deutscher Sprache, teilweise in hebräischer Schrift.

## Inhalt und Geschichte
Die Zeitung wurde von Antoni Eisenbaum seit dem 3. Dezember 1823 herausgegeben, als erste jüdische Zeitung in Polen überhaupt. Sie berichtete über offizielle Verlautbarungen der Behörden betreffs jüdischer Angelegenheiten im russischen Kongresspolen und von jüdischen Organisationen, außerdem über jüdisches Leben in Polen und außerhalb.
Sie erschien etwa wöchentlich.
Der Inhalt war parallel in polnischer Sprache (links) und deutscher Sprache in hebräischer Schrift (rechts) geschrieben, mit nahezu identischem Inhalt. Der deutsche Text wurde später manchmal als Jiddisch interpretiert, er hatte aber fast keinen Bezug zu dieser Sprache.
Antoni Eisenbaum hatte eine stark aufklärerische Einstellung, er wollte die Haskala und die Assimilation der jüdischen Bevölkerung an die europäische Kultur befördern.
Es erschienen jeweils nur 150 Exemplare, die Ausgaben wurden von jüdischen Organisationen finanziell unterstützt.
Im Herbst 1824 (wahrscheinlich am 29. Oktober 1824) erschien die 44. und letzte Ausgabe.